# Galaktosialidose
Galaktosialidose (auch Goldberg-Syndrom oder Neuraminidase-β-Galaktosidase-Mangel) ist eine sehr seltene autosomal-rezessiv vererbte lysosomale Speicherkrankheit aus der Gruppe der Oligosaccharidosen.

## Ätiologie
Die Ursache für die Galaktosialidose ist eine stark verminderte Aktivität der Enzyme α-D-Neuraminidase und β-Galactosidase, die durch einen Defekt des bi-funktionalen Proteins Protective Protein/Cathepsin A (PPCA) („Schutzprotein“) verursacht wird. Zusammen mit der Neuraminidase und der β-Galaktosidase bildet das PPCA einen Multienzymkomplex, wobei das PPCA diese beiden Enzyme im sauren Milieu stabilisiert und so ihre Aktivität im Lysosom gewährleistet. Das PPCA reguliert den intrazellulären Transport. Die Stabilisierung der β-Galaktosidase erfolgt durch eine Aggregation der einzelnen β-Galaktosidase-Einheiten in hochmolekulare Multimere.
Mutationen in dem das PPCA codierenden PPGB-Gen bewirken einen Funktionsverlust, beziehungsweise eine Einschränkung der Funktion, des Genproduktes PPCA. Es handelt sich dabei meist um Missense-Mutationen. Es wurde aber abnormales Spleißen der mRNA durch Modifikation der Spleißstellen als Ursache beschrieben.
Das betroffene PPGB-Gen befindet sich auf Chromosom 20 Genlocus 13.1.

## Symptomatik und Diagnose
In der klinischen Praxis unterscheidet man drei Phänotypen der Galaktosialidose:
- die kongenitale oder früh-infantile Form
- die spät-infantile
- die juvenile/adulte Form

Die kongenitale oder früh-infantile Form ist durch Ödeme, Bauchwassersucht (Aszites), Vergrößerung der Leber und Milz (Hepatosplenomegalie), chronisches Nierenversagen, verschiedene neurologische Symptome (beispielsweise geistige Retardierung), Deformationen des Gesichts und Fehlbildungen des Skeletts gekennzeichnet. Auf der Makula befindet sich meist ein kirschroter Fleck Die Krankheit führt zu einer frühen Erblindung. Pränatal manifestiert sich die Galaktosialidose als Hydrops fetalis. Die Lebenserwartung beträgt bei diesem Phänotyp ein Jahr und weniger.
Bei der spät-infantilen Form sind die psychischen Fähigkeiten kaum oder überhaupt nicht eingeschränkt. Die betroffenen Kinder erreichen oft nur die zweite Lebensdekade.
Bei der juvenilen/adulten Form, die im Wesentlichen in Japan auftritt, ist der Krankheitsverlauf langsam progredient. Deformationen des Gesichts, Dysostosis multiplex und Angiokeratome sind hier neben Hornhauttrübungen und dem kirschroten Fleck in der Makula die primären Symptome. Patienten mit diesem Phänotyp erreichen das Erwachsenenalter.
Die betroffenen Patienten scheiden erhöhte Mengen an Oligosacchariden über den Urin aus. Diese lassen sich dünnschichtchromatografisch nachweisen. Die Aktivität der betroffenen Enzyme lässt sich in Fibroblasten und Trophoblasten (pränatal) bestimmen.

## Therapie und Prognose
Es ist derzeit keine kausale Therapie bekannt. Die Behandlung erfolgt symptomatisch.

## Erstbeschreibung
Die Galaktosialidose wurde erstmals 1971 von dem US-amerikanischen Ophthalmologen Morton F. Goldberg beschrieben.
Das Goldberg-Syndrom ist vom Shprintzen-Goldberg-Syndrom zu unterscheiden, das eine andere – dem Marfan-Syndrom sehr ähnliche – Krankheit ist.

### Fachbücher
- J. Cervós-Navarro u. a.: Spezielle pathologische Anatomie. Verlag Springer, 1991, ISBN 3-540-52873-3, S. 73–75.
- G. F. Hoffmann: Stoffwechselerkrankungen in der Neurologie Georg Thieme Verlag, 2004, ISBN 3-13-136321-5, S. 54–57.

## Review-Artikel
- Y. Okamura-Oho u. a.: The biochemistry and clinical features of galactosialidosis. In: Biochim Biophys Acta 1225, 1994, S. 244–254. PMID 8312369
- D. Landau u. a.: Hydrops fetalis in four siblings caused by galactosialidosis. In: Isr J Med Sci 31, 1995, S. 321–322. PMID 7759227

### Fachartikel
- N. Darin, M. Kyllerman, A. L. Hård, C. Nordborg, J. E. Månsson: Juvenile galactosialidosis with attacks of neuropathic pain and absence of sialyloligosacchariduria. In: Eur. J. Paediatr. Neurol. 13, 2009, S. 553–555, PMID 19097920.
- K. Koike u. a.: Galactosialidosis associated with IgA nephropathy: morphological study of renal biopsy. In: Pathol Int 58, 2008, S. 295–299. PMID 18429828
- Y. Arai u. a.: Vascular pathology in galactosialidosis. In: Ultrastruct Pathol 23, 1999, S. 369–374. PMID 10626686
- Y. Naganawa u. a.: Stable expression of protective protein/cathepsin A-green fluorescent protein fusion genes in a fibroblastic cell line from a galactosialidosis patient. Model system for revealing the intracellular transport of normal and mutated lysosomal enzymes. In: Biochem J  340, 1999, S. 467–474. PMID 10333491
- P. Strisciuglio u. a.: The presence of a reduced amount of 32-kd „protective“ protein is a distinct biochemical finding in late infantile galactosialidosis. In: Hum Genet 80, 1988, S. 304–306. PMID 3142815
- K. Itoh u. a.: Acid carboxypeptidase deficiency in galactosialidosis. In: Jinrui Idengaku Zasshi 36, 1991, S. 171–177. PMID 1920915
- W. J. Kleijer u. a.: Cathepsin A deficiency in galactosialidosis: studies of patients and carriers in 16 families. In: Pediatr Res. 39, 1996, S. 1067–1071. PMID 8725271